# 法國塔羅牌
法国塔罗牌（法語：Tarot français），是一种流行于法国和魁北克，使用新塔罗牌以吃墩方式进行的塔罗牌游戏。
在进行游戏时，可以称为游戏塔罗牌（Jeu de tarot）。

## 牌具
- 整副牌共78张。

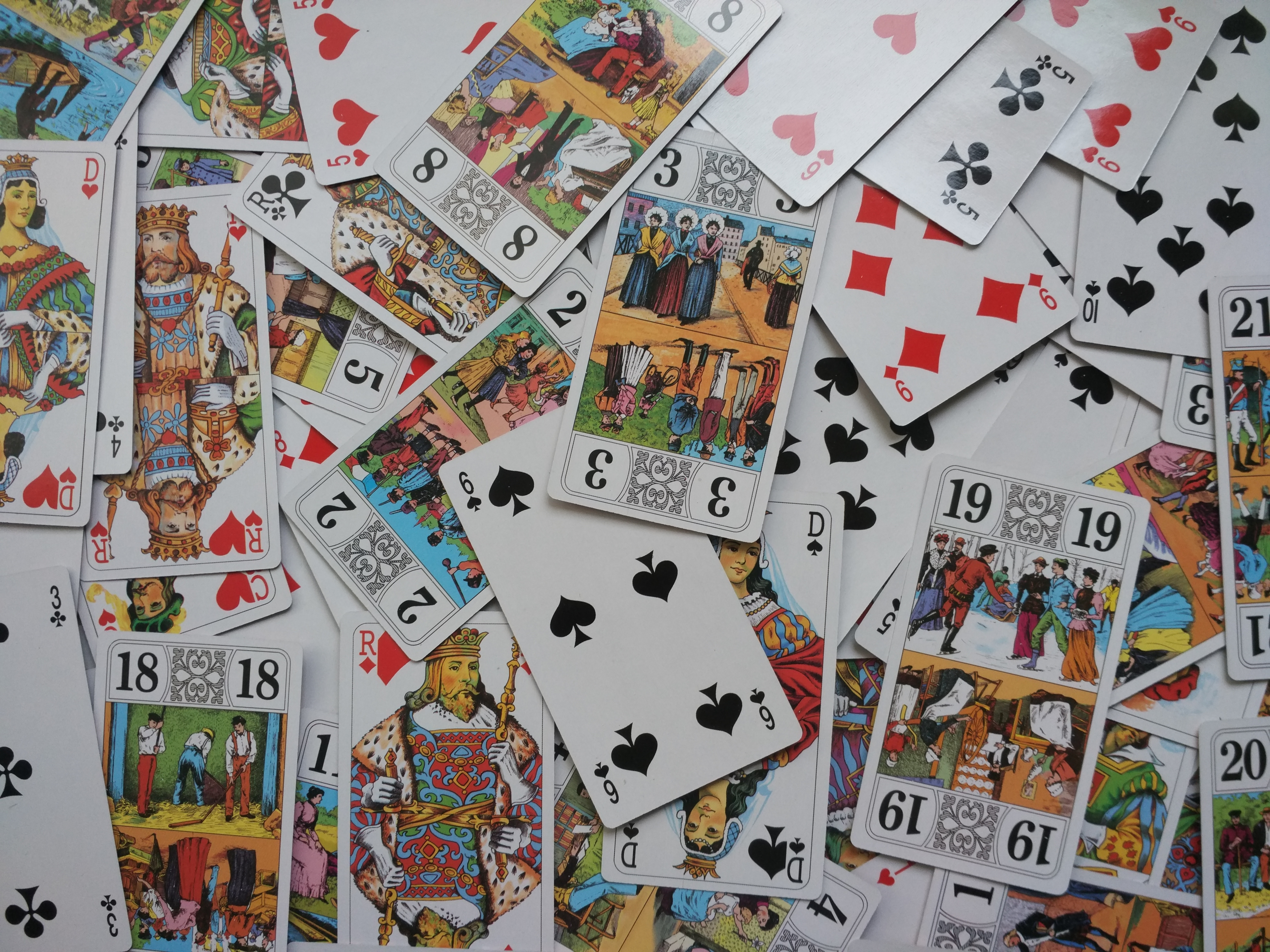
法国塔罗牌的卡牌。

  - 红心、方块、三叶草、矛头四种花色，序数牌为1到10，共40张。
  - 每种花色還有4张人头牌，从大到小分别为R(Roi, 国王)、D(Dame, 皇后)、C(Cavalier, 骑士)、V(Valet, 侍者)，共16张。
  - 将牌(atout) 21张，标有1到21的数字。
  - 特殊将牌——愚人1张（简作为★）。[2]

塔罗牌的花色如下表。
| 红心 Cœurs | 方块 Carreaux | 三叶草 Trèfles | 矛头 Piques |

## 游戏流程

### 发牌

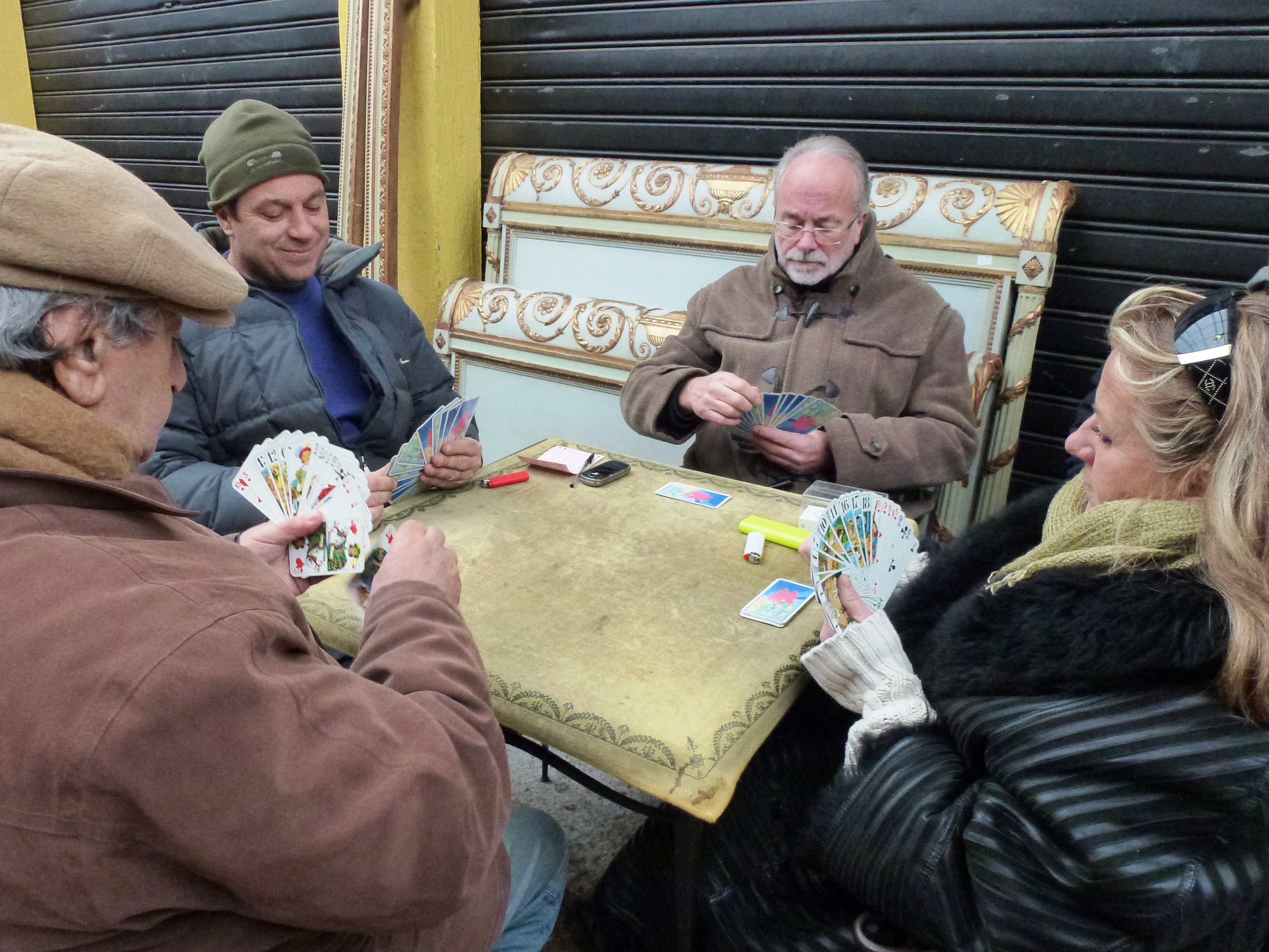
一局法国塔罗牌的游戏

- 每人获得18张牌（3人游戏为24张，5人游戏为15张），并在桌上发6张犬牌(chien)，若5人游戏只发3张，然后从发牌者的右手边玩家开始进行叫分。如果没有人叫分，则重新发牌（这局不计入总局数）。
  - 如果有人手中的将牌只有1，则重新发牌。
- 玩家轮流担任发牌者。

以下是几组可能的手牌：
| A | 21 20 17 16 15 12 5 2 1 ★ |
| ♠ | R V 5                     |
| ♥ | D V                       |
| ♣ | 3 2                       |
| ♦ | 1                         |

| A | 15 13 10 6 2 |
| ♠ | 10 8         |
| ♥ | R 9 7 4 1    |
| ♣ | 10 7 5       |
| ♦ | V 9 7        |

### 叫分
叫分的种类有5种：
1. 放弃(Pass)：放弃叫分。
2. 小护卫(Petite)：1倍。可以用6张犬牌替换6张手牌。
3. 大护卫(Garde)：2倍。可以用6张犬牌替换6张手牌。
4. 无犬护卫(Garde sans le chien, 简作Garde sans)：4倍。犬牌不亮出，也不能替换手牌，但是最后算在庄家的得分中。
5. 与犬对抗(Garde contre le chien, 简作Garde contre)：6倍。犬牌不亮出，也不能替换手牌，最后也不算在庄家的得分中。

叫分倍数最高的成为庄家。
出牌前，如果庄家有信心赢下18墩牌，则可以叫满贯(chelem)。
由发牌者右手边的玩家出第一张牌。

### 犬牌
犬牌共有6張，如果叫分是Petite或者Garde，則亮出這6張，然後莊家收回這些牌，並從手中選擇6張牌重新放回犬牌，但要遵循如下規則：
1. 價值4.5分的牌（A21、A1、★、♠R、♥R、♣R、♦R）不能被放入犬牌。
2. 在有其他非4.5分的非將牌時，將牌不能被放入犬牌。

- 如果手中只有將牌和Roi，才可以放入0.5分的將牌，但是要明示放入的將牌。

### 行牌
每回合出的第一张牌，称引牌(leader)。
- 如果手中有引牌这个花色（将牌也属于花色）的牌，必须出这个花色的牌，即“跟花”。
  - 如果没有同样花色的牌，如果有将牌则出将牌，否则出任意花色的牌。
- 在出将牌时，如果手中有比场上的将牌大的将牌，则必须出比场上的将牌大的将牌。

当牌出完后，进入计分流程。

### 满手
在庄家出牌前，可以亮出数张将牌，称为满手(poignée)。
满手的牌数要求如下所示。
| 倍数    | 3人  | 4人  | 5人  | 加分 |
| ------- | ---- | ---- | ---- | ---- |
| 1倍满手 | 13张 | 10张 | 8张  | 20分 |
| 2倍满手 | 15张 | 13张 | 10张 | 30分 |
| 3倍满手 | 18张 | 15张 | 13张 | 40分 |

### 牌的大小比较
- 如果有将牌，则将牌中数字最大的牌最大。
  - 否则在引牌花色中数字最大的牌最大。

出的牌最大的玩家获得这一墩牌（几人游戏就是几张）。

### 愚人
愚人(L'Excuse, 借口)是一张特殊的牌，在任意回合都能出。含有愚人的这墩在结算时，出愚人的人获得愚人（即4.5分），并给这墩的赢家一张0.5分的牌。
如果愚人出现在第18墩，如果有一方赢下了之前的17墩，这方也赢下第18墩。

### 计分

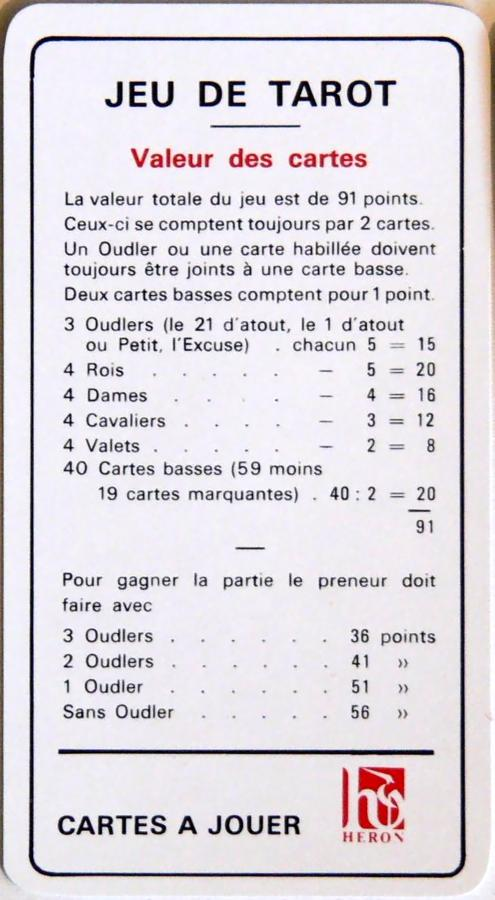
法国塔罗牌所附的提示卡

庄家亮出6张犬牌（除非庄家叫的是Garde contre），和所有赢下的墩牌放在一起计分。
| 牌类 | Bout | R   | D   | C   | V   | 其他 |
| ---- | ---- | --- | --- | --- | --- | ---- |
| 分数 | 4.5  | 4.5 | 3.5 | 2.5 | 1.5 | 0.5  |

同时庄家计算获得的bout的数目。bout的数目和胜利分的关系如下：
| bout数 | 3  | 2  | 1  | 0  |
| ------ | -- | -- | -- | -- |
| 胜利分 | 36 | 41 | 51 | 56 |

如果达到胜利分，庄家获胜，否则防家获胜。

### 局分
- 局分{\displaystyle S=(25+E+P)*M+H+S}. 这是每个防家获得或失去的分数.
  - E：庄家获得的总墩分与胜利分的差。
  - >P：如果获胜的一方在最后一墩赢下将牌1，为10；如果输掉将牌1，为-10.
  - M：倍数（1, 2, 4, 6）
  - H：满手的加分. 1倍加20分，2倍加30分，3倍加40分.
  - S：见下.[2]

- 如果庄家达成了满贯，宣告时S为400，未宣告则为200[註 2].
  - 如果庄家宣告了满贯却没有做成，胜利时S为-200，失败时S为200.

如果出现0.5分的情况，一般是庄家胜利则算1分，庄家失败则算0分.